# Jens Protzner
Jens Protzner (* 8. Februar 1967) ist ein ehemaliger deutscher Fußballspieler. In der höchsten Spielklasse des DDR-Fußballs, der Oberliga, spielte er für die SG Dynamo Dresden.

## Sportliche Laufbahn
Protzner entstammte der der Jugendarbeit der SG Dynamo Dresden. 1983/84 gehörte er zur Juniorenoberligaelf der Dynamos, die an der Premierensaison der wieder eingeführten Spielklasse teilnahm und Rang 2 hinter dem FC Vorwärts Frankfurt/Oder belegte. Bei der Niederlage im 1984er-Endspiel des Junge Welt-Pokals stand er nicht auf dem Platz. In der Folgesaison lief es beim Team um Protzner und den späteren Weltstar Matthias Sammer besser: 1985 siegt er mit dem Team im nationalen Pokalwettbewerb, aber auch im Ligabetrieb holten sich die SGD-Junioren von Trainer Eduard Geyer in diesem Spieljahr den DDR-Meistertitel. Noch als Juniorenspieler lief er für die Dresdner Zweitvertretung 1984/85 einmal in der zweitklassigen Liga im Männerfußball auf.
In der Saison 1985/86 debütierte er in der Oberliga für die 1. Mannschaft der Elbestädter. Der Einsatz am 12. Spieltag beim 2:1-Heimsieg gegen die BSG Stahl Riesa blieb sein einziger Auftritt im ostdeutschen Oberhaus. Eine knappe halbe Stunde vor Spielende wurde der Angreifer am 30. November 1985 für Dirk Losert von Coach Klaus Sammer eingewechselt. Häufiger kam er in diesem Spieljahr in der Dresdner Ligaelf zum Einsatz. In 14 Spielen gelangen Protzner sechs Treffer. 1986/87 kam er zunächst nicht für die SGD-Reserve zum Einsatz, aber im März 1987 tauchte der damals 20-jährige Fußballer in der Ligastaffel B in drei Punktspielen für die SG Dynamo Eisleben auf, bevor sich nach diesem Wechsel innerhalb der Sportvereinigung Dynamo seine Spur im höherklassigen DDR-Fußball verlor.